# La Chanson de la chemise

La Chanson de la chemise (titre original : The Song of the Shirt) est un film muet américain réalisé par D. W. Griffith, sorti en 1908.

## Synopsis
Une jeune femme essaye de gagner de l'argent pour pouvoir soigner sa sœur mourante.

## Fiche technique
- Titre : La Chanson de la chemise
- Titre original : The Song of the Shirt
- Réalisation : D. W. Griffith
- Scénario : D. W. Griffith et Frank E. Woods, d'après un poème de Thomas Hood
- Photographie : G. W. Bitzer
- Société de production et de distribution : American Mutoscope and Biograph Company[1]
- Pays de production :  États-Unis
- Format[2] : Noir et blanc - Muet - 1,33:1 ou 1,37:1[3] - 35 mm[3],[4]
- Longueur de pellicule : 638 pieds (194 mètres[4])
- Durée : 11 minutes (à 16 images par seconde)[2]
- Date de sortie : 17 novembre 1908

## Distribution
Les noms des personnages proviennent de l'Internet Movie Database.
- Florence Lawrence : une femme
- George Gebhardt : une personne au bureau / un serveur
- Harry Solter : l'employé / une personne dans le deuxième restaurant
- Linda Arvidson : la femme mourante
- Mack Sennett : le contremaître / une personne au bureau / une personne dans le deuxième restaurant
- Alfred Paget
- Arthur V. Johnson : un serveur
- Robert Harron : l'approvisionneur[5]

## Autour du film
- Les scènes du film ont été tournées les 19 et 20 octobre 1908 dans les studios de la Biograph à New York.
- Une copie du film est conservée à la Bibliothèque du Congrès[3].